# Denis Savard
Denis Joseph Savard (Témiscaming, 4 febbraio 1961) è un ex hockeista su ghiaccio e allenatore di hockey su ghiaccio canadese.

## Biografia
Nel corso della sua carriera ha giocato con Montreal Juniors (1977-1980), Chicago Blackhawks (1980-1990, 1995-1997), Montreal Canadiens (1990-1993) e Tampa Bay Lightning (1993-1995).
Per nove volte è stato scelto nell'NHL All-Star Games (1982, 1983, 1984, 1986, 1988, 1989, 1990, 1991, 1996). 
Nel 2000 è stato inserito nella Hockey Hall of Fame.
Dalla stagione 2006/07 alla stagione 2008/09 ha allenato i Chicago Blackhawks.